# Stere Gulea
Stere Gulea (n. 2 august 1943, com. Mihail Kogălniceanu, județul Constanța) este un regizor și scenarist român.

## Biografie
Stere Gulea provine dintr-o ramură a aromânilor care vine din Grecia. Bunicul său, fruntaș al românismului, a fost omorât de naționaliștii greci, în 1904. A terminat Institutul Pedagogic și Facultatea de Filologie, Constanța și Institutul de Artă Teatrală și Cinematografică „I.L. Caragiale” București, secția „Teatrologie-Filmologie” (1970). După absolvire, a lucrat ca redactor la Studioul Cinematografic București. Între 1990-1996 a fost și decan al Facultății de Cinema din cadrul ATF. A condus Televiziunea Română din poziția de director general interimar, în perioada 1996-1998. A fost profesor de film între 1990-2015 la ATF, iar din 2001 UNATC. În 2006 a avut loc lansarea DVD-ul cu filmul Moromeții, eveniment ce a marcat împlinirea a 20 de ani de la realizarea acestei producții.

## Filmografie

### Regizor
- Dincolo de nisipuri (1974) – asistent de regie
- Tatăl risipitor (1974) – asistent de regie
- Iarba verde de acasă (1977)
- Castelul din Carpați (1981)
- Ochi de urs (1983)
- Moromeții (1987)
- Piața Universității – România (documentar, 1991) – împreună cu Vivi Drăgan Vasile și Sorin Ilieșiu
- Vulpe - vânător (1993)
- Stare de fapt (1995)
- Hacker (serial TV) (2003) - serial TV
- Weekend cu mama (2009)
- Sunt o babă comunistă (2013)[1][2][3]
- Moromeții 2 (2018)[4][5]

### Scenarist
- Ochi de urs (1983)
- Moromeții (1987)
- Stare de fapt (1995) – în colaborare cu Eugen Uricaru

### Producător
- Apa ca un bivol negru (documentar, 1971) – coproducător

## Distincții
- Ordinul național „Steaua României” în grad de Comandor (1 decembrie 2000) „pentru realizări artistice remarcabile și pentru promovarea culturii, de Ziua Națională a României”[6]